# Nasrullah Khan Khattak
Pour les articles homonymes, voir Nasrullah Khan (homonymie).
Nasrullah Khan Khattak (né en 1928 dans le district de Nowshera et mort le 2 novembre 2009) est un homme politique de la Province du Nord-Ouest du Pakistan (NWFP), qui a été gouverneur de cette province, rebaptisée Khyber Pakhtunkhwa, du 3 mai 1973 au 19 avril 1977. L'un des fondateurs du Parti du peuple pakistanais (PPP, socialiste), Khan Khattak a aussi été ambassadeur du Pakistan en Tunisie.

## Biographie
Né en 1928 dans le village de Manki Sharif, dans le district de Nowshera, il a été diplômé du Senior Cambridge Examination à l'Aitchison College Lahore. Il a été premier ministre de la province du Nord-Ouest du Pakistan du 3 mai 1973 au 19 avril 1977.
Sa première femme, Taj Begum, la fille de Adam Khan Khattak, était une poétesse de langue perse et pashtoune. Elle a eu quatre fils, Tariq Khattak, Khalid Khattak, Qasim Khattak et Mahmood Khattak, tous diplômé de Aitchison College Lahore, et deux filles, Rakhshanda Khattak et Saeeda Khattak, mariée au Brig Asad Munir, membre de l'ISI et chef de l'intelligence militaire de NWFP. Sa seconde femme, Ghazala, a eu deux fils et une fille, Himayun Khattak, Aurangzeb Khattak et Naushin Khattak.
Nasruallah Khan Khattak a été ambassadeur du Pakistan en Tunisie. Il aurait bénéficié d'une réputation d'intégrité.
Mir Afzal Khan, Akbar Bugti, Mustafa Khar, Gen Khursheed et Jatoi était ces plus proche collaborateurs et amis. Il était un grand ami et collaborateur de Zulfikar Ali Bhutto, qu'il cite comme son frère. Il a été un des fondateurs du Parti du peuple pakistanais (PPP), historiquement le premier parti socialiste du Pakistan. Il a contribué a la construction du barrage de Rawal, de Khan Pur, et Bannu-Razmak Road.
Nasurallah Khattak était un passionné de nature, et a consacré les dix-sept dernières années de sa vie à la plantation de milliers d'arbres sur le territoire aride de Manki Sharif.
Il est décédé le 2 novembre 2009 et a été enterré dans le cimetière familial dans son village de Manki Sharif.